# العلاقات التونسية الفانواتية
العلاقات التونسية الفانواتية هي العلاقات الثنائية التي تجمع بين تونس وفانواتو.

## مقارنة بين البلدين
هذه مقارنة عامة ومرجعية للدولتين:
| وجه المقارنة                                              | تونس                                       | فانواتو                                  |
| --------------------------------------------------------- | ------------------------------------------ | ---------------------------------------- |
| المساحة (كم2)                                             | 163.61 ألف                                 | 12.19 ألف                                |
| عدد السكان (نسمة)                                         | 11.53 مليون                                | 276.24 ألف                               |
| الكثافة السكانية (ن./كم²)                                 | 70.47                                      | 22.66                                    |
| العاصمة                                                   | تونس                                       | بورت فيلا                                |
| اللغة الرسمية                                             | اللغة العربية                              | اللغة البسلاما، لغة فرنسية، لغة إنجليزية |
| العملة                                                    | دينار تونسي                                | فاتو فانواتي                             |
| الناتج المحلي الإجمالي (بليون دولار)                      | 40.26 مليار                                | 862.88 مليون                             |
| الناتج المحلي الإجمالي (تعادل القوة الشرائية) بليون دولار | 129.05 مليار                               | 790.76 مليون                             |
| الناتج المحلي الإجمالي الاسمي للفرد دولار أمريكي          | 3.87 ألف                                   | 2.81 ألف                                 |
| الناتج المحلي الإجمالي للفرد دولار أمريكي                 | 11.44 ألف                                  | 3.03 ألف                                 |
| مؤشر التنمية البشرية                                      | 0.721                                      | 0.594                                    |
| رمز المكالمات الدولي                                      | +216                                       | +678                                     |
| رمز الإنترنت                                              | .tn                                        | .vu                                      |
| المنطقة الزمنية                                           | ت ع م+01:00، توقيت وسط أوروبا، ت ع م+02:00 | ت ع م+11:00                              |

## منظمات دولية مشتركة
يشترك البلدان في عضوية مجموعة من المنظمات الدولية، منها:
| علم المنظمة | اسم المنظمة                        | تاريخ انضمام تونس | تاريخ انضمام فانواتو |
| ----------- | ---------------------------------- | ----------------- | -------------------- |
|             | يونسكو                             | 8 نوفمبر 1956     | 10 فبراير 1994       |
|             | مؤسسة التمويل الدولية              | 25 يوليو 1962     | 28 سبتمبر 1981       |
|             | منظمة حظر الأسلحة الكيميائية       | ?                 | ?                    |
|             | مؤسسة التنمية الدولية              | 30 ديسمبر 1960    | 28 سبتمبر 1981       |
|             | منظمة التجارة العالمية             | ?                 | ?                    |
|             | وكالة ضمان الاستثمار متعدد الأطراف | 7 يونيو 1988      | 27 يوليو 1988        |
|             | الاتحاد البريدي العالمي            | ?                 | ?                    |
|             | الاتحاد الدولي للاتصالات           | 14 ديسمبر 1956    | 30 مارس 1988         |
|             | الأمم المتحدة                      | 12 نوفمبر 1956    | 15 سبتمبر 1981       |
|             | البنك الدولي للإنشاء والتعمير      | 14 أبريل 1958     | 28 سبتمبر 1981       |
|             | المنظمة الهيدروغرافية الدولية      | ?                 | ?                    |

## وصلات خارجية
- موقع وزارة الخارجية التونسية